# فرناندو مارتين إسبينا
فرناندو مارتين إسبينا (بالإسبانية: Fernando Martín Espina)‏ مواليد 25 مارس 1962 في مدريد - الوفاة 3 ديسمبر 1989، كان لاعب كرة سلة إسباني. بدأ مسيرته الاحترافية في سنة 1979. تم اختياره من قبل فريق بروكلين نتس خلال الدرافت. بلغ طوله 6 قدم 9 بوصة (2.1 م). مثّل منتخب بلاده. شارك في دورة الألعاب الأولمبية الصيفية سنة 1984. اعتزل اللعب في 1989. دخل قاعة مشاهير الاتحاد الدولي لكرة السلة.

## المسيرة الاحترافية
لعب مع سي بي إستوديانتس في الدوري الإسباني من سنة 1979 إلى 1981، ثم لعب مع ريال مدريد لكرة السلة من سنة 1981 إلى 1986، ثم لعب مع بورتلاند ترايل بلايزرز في موسم 1986–1987.

## الميداليات
| الميدالية | المسابقة                         |
| --------- | -------------------------------- |
| فضية      | الألعاب الأولمبية الصيفية 1984   |
| فضية      | بطولة أمم أوروبا لكرة السلة 1983 |

## روابط خارجية
- فرناندو مارتين إسبينا على موقع الاتحاد الدولي لكرة السلة (الإنجليزية)
- فرناندو مارتين إسبينا على موقع إن بي أي (الإنجليزية)
- فرناندو مارتين إسبينا على موقع سبورتس رفرنس (الإنجليزية)
- فرناندو مارتين إسبينا على موقع الدوري الإسباني لكرة السلة (الإسبانية)
- فرناندو مارتين إسبينا على موقع ريلجم (الإنجليزية)
- فرناندو مارتين إسبينا على موقع سبورتس رفرنس (الإنجليزية)
- فرناندو مارتين إسبينا على موقع اللجنة الأولمبية الدولية (الإنجليزية)
- فرناندو مارتين إسبينا على موقع أوليمبيديا (الإنجليزية)
- فرناندو مارتين إسبينا على موقع اللجنة الأولمبية الإسبانية (الإسبانية)